# ليو تشن
ليو تشن (بالإنجليزية: Liu Chen)‏ هو فيزيائي أمريكي، ولد في 1946.